# NGC 6984
NGC 6984 is een balkspiraalstelsel in het sterrenbeeld Indiaan. Het hemelobject werd op 8 juli 1834 ontdekt door de Britse astronoom John Herschel.

## Synoniemen
- ESO 235-20
- AM 2054-520
- IRAS 20543-5203
- PGC 65798